# Aitana Bonmatí
Aitana Bonmatí (ur. 18 stycznia 1998 w Vilanova i la Geltrú) – hiszpańska piłkarka występująca na pozycji pomocniczki w hiszpańskim klubie FC Barcelona oraz w reprezentacji Hiszpanii. Była reprezentantka Katalonii. Mistrzyni Świata 2023.

## Sukcesy

### FC Barcelona
- Primera División: 2019/2020, 2020/2021, 2021/2022, 2022/2023, 2023/2024, 2024/2025[1].
- Copa de la Reina: 2017, 2018, 2020, 2021, 2022, 2024, 2025[2].
- Superpuchar Hiszpanii: 2020, 2022, 2023, 2024, 2025.
- Liga Mistrzyń UEFA: 2020/2021[3], 2022/2023[4], 2023/2024[5].

### Reprezentacyjne
- Mistrzostwo Świata: 2023
- Liga Narodów UEFA: 2023/2024

### Indywidualne
- Złota Piłka (2023, 2024)[6][7]
- Piłkarka Roku FIFA (2023, 2024)[8]
- Piłkarka Roku UEFA (2023)[9]
- MVP Ligi Mistrzów (2023/2024)[10]
- Złota Piłka Mistrzostw Świata (2023)[11]

## Odznaczenia
- Krzyż św. Jerzego – Katalonia, 2024[12][13]